# فیبر به ایکس

شماتیک نشان دادن معماری FTTX

اف تی تی ایکس - FTTX یا فیبر به ایکس (به انگلیسی: Fiber to the x) اصطلاحی کلی برای هر ساختار شبکهٔ پهن‌باند است که از فیبر نوری برای تأمین تمام یا بخشی از اتصال مورد نیاز در ارتباطات نهایی (last mile) مخابراتی استفاده می‌کند. به دلیل ظرفیت بیش‌تر کابل‌های نوری در حمل دیتا نسبت به کابل‌های مسی به خصوص در مسافت‌های طولانی‌تر، شبکه‌های تلفنی مسی در حال جایگزین شدن با فیبر هستند.
FTTX اصطلاحی کلی برای تمامی پیکربندی‌های مبتنی بر فیبر می‌باشد که به دو گروه تقسیم می‌شود:
- FTTP/FTTH/FTTB (کل فاصلهٔ دفتر تا محل مشتری فیبرکشی می‌شود)
- FTTC/N (فیبرکشی تا کافوی مخابراتی/نود، و تکمیل اتصال با سیم تلفن مسی)

## تعاریف
در صنعت مخابرات انواع متفاوتی از پیکربندی‌های FTTXوجود دارد. پرکاربردترین اصطلاحات امروزه عبارت‌اند از:
1. FTTP (فیبر به محل مشتری): از این اصطلاح به عنوان اصطلاحی کلی برای اشاره به FTTHو FTTB، و همین‌طور مواقعی که شبکهٔ فیبر هم شامل خانه و هم کسب‌وکارهای کوچک است استفاده می‌شود.
2. FTTH (فیبر به خانه): فیبرکشی تا مرز محل زندگی انجام می‌شود، مثلاً جعبه‌ای بیرون دیوار یک خانه. شبکه‌های نوری پسیو(GPON)و اترنت نقطه به نقطه نمونه‌هایی از FTTHهستند که مستقیماً از دفتر مرکزی اپراتور به ارائهٔ خدمات سه‌گانه (دیتا، صدا و تصویر) می‌پردازند.
3. FTTB (فیبر به ساختمان، کسب‌وکار یا زیرزمین): تا مرز ساختمان فیبرکشی انجام شده (مانند زیرزمین یک ساختمان مسکونی) و اتصال نهایی به هر واحد مسکونی با استفاده از روش‌های دیگر انجام می‌گیرد.
4. FTTD (فیبر به دسکتاپ): اتصال فیبر از اتاق مرکزی کامپیوتر به یک ترمینال یا مبدل فیبر که نزدیک به میز کاربر قرار دارد برقرار می‌شود.
5. FTTO (فیبر به دفتر کار): اتصال فیبر از اتاق مرکزی کامپیوتر/سوئیچ مرکزی به یک سوئیچ کوچک مخصوص (به نام سوئیچ FTTO) که در محل کار کاربر قرار گرفته‌است برقرار می‌شود. این سوئیچ کوچک با استفاده از کابل استاندارد شبکه، سرویس‌های اترنت ارائه می‌دهد. سوئیچ‌ها به‌طور غیرمتمرکز در سراسر ساختمان پخش شده‌اند، اما همه از یک نقطه مرکزی کنترل می‌شوند.
6. FTTE/FTTZ (فیبر به کافو یا فیبر به منطقه): نوعی از کابل‌کشی منظم است که معمولاً در شبکه‌های محلی تجاری مورد استفاده قرار می‌گیرد. در این تکنولوژی، از فیبر برای اتصال اتاق مرکزی کامپیوتر به یک جعبهٔ مخابراتی یا کافوی نزدیک به محل‌کار یا میز کاربر استفاده می‌شود. با وجود تشابه نام، FTTEو FTTZجزو تکنولوژی FTTXنیستند.
7. FTTF (فیبر به حیاط): بسیار شبیه FTTBاست با این تفاوت که در FTTFهر دستگاه متصل به فیبر برای سرویس‌دهی به یک مشترک در نظر گرفته می‌شود که اجازه سرعت‌های چند گیگابیتی را فراهم می‌نماید.

- FTTdp (فیبر به نقطه توزیع): بسیار شبیه FTTC / FTTNمی‌باشد که در آن فیبر تا نزدیکتر جعبه تقسیم یا نقطه توزیع به مشتری آمده است و اجازه سرعت‌های نزدیک گیگا بیت را فراهم می‌نماید.
- FTTN / FTTLA (فیبر به نود، محله یا آخرین تقویت کننده): فیبرکشی تنها تا یک کابینت خیابانی انجام می‌شود که ممکن است کیلومترها با مکان مشتری فاصله داشته باشد، و اتصال نهایی از طریق سیم تلفن است. FTTNمعمولاً گامی موقت به سمت FTTHکامل است و برای ارائهٔ سرویس‌های سه‌گانهٔ پیشرفتهٔ مخابراتی استفاده می‌شود.
- FTTC / FTTK (فیبر به کابینت  یا جعبه مخابراتی): مشابه FTTNاست، اما کابینت خیابانی یا دکل نزدیک‌تر به محل مشتری (حدود ۳۰۰متر) و در محدودهٔ ارائه تکنولوژی‌های پهن‌باند مسی، مانند اترنت یا وای-فای است. گاهی با نام FTTP (فیبر به دکل) نیز از این تکنولوژی یاد می‌شود که ممکن است باعث اشتباه گرفته شدن آن با سیستم فیبر به محل مشتری شود.

در سال ۲۰۰۶، شوراهای FTTHاروپا، آمریکای شمالی و آسیا-اقیانوسیه با هدف افزایش انسجام، تعریف رسمی‌ای از FTTHو FTTBارائه دادند. این تعریف در سال‌های ۲۰۰۹، ۲۰۱۱و ۲۰۱۵به‌روزرسانی شده‌است. هنوز تعریف رسمی‌ای از FTTCو FTTNوجود ندارد.

## فواید

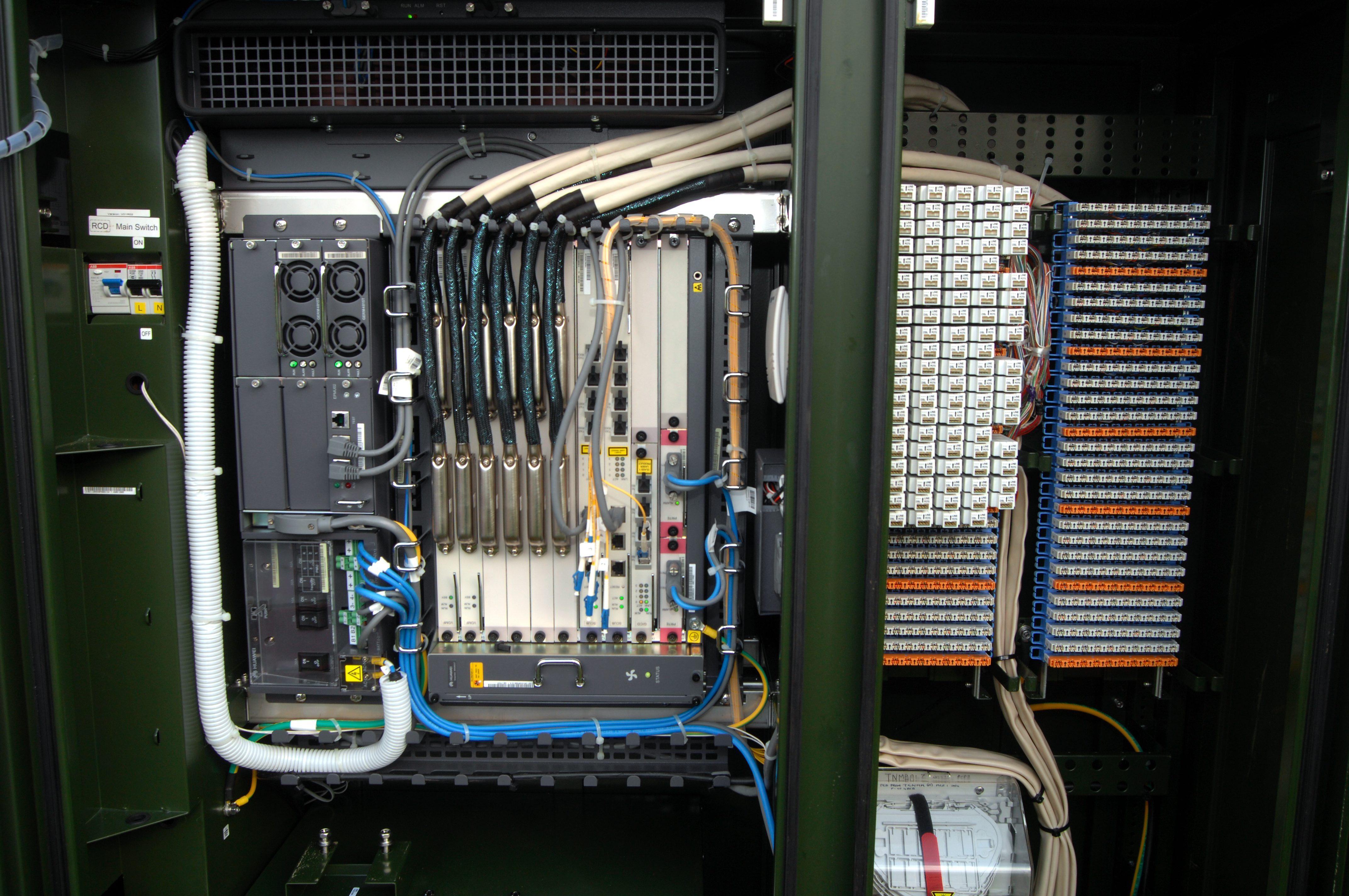

کابل‌های فیبر نوری، برخلاف خط تلفن‌های سنتی و ADSL قادر به انتقال دیتا با سرعت بالا در مسافت‌های طولانی هستند. برای مثال، نوع معمول اترنت گیگابیتی (۱گیگابیت/ثانیه) که از کابل‌های مقرون به صرفهٔ cat-5وcat-6استفاده می‌کند تنها قادر به پوشش ۱۰۰متر است، در حالی که اترنت مبتنی بر فیبر به راحتی ده‌ها کیلومتر را پوشش می‌دهد. در نتیجه، همهٔ ارائه‌دهندگان مخابراتی مطرح در سراسر دنیا از FTTPبرای انتقال مستقیم به مشتری با استفاده از اتصالات دوردست متقارن 1Gbit/sبهره می‌گیرند. پیکربندی‌های FTTPکه مستقیم به محل مشتری فیبرکشی می‌کنند دارای بیش‌ترین سرعت هستند، چون بخش‌های باقی‌مانده می‌توانند از کابل کواکسیال یا اترنت استفاده کنند. گوگل فایبر سرعتی معادل 1Gibt/sدارد.
معمولاً گفته می‌شود که آیندهٔ فیبر تضمین شده‌است، زیرا محدودیت نرخ تبادل اطلاعات، ناشی از تجهیزات مورد استفاده است نه خود فیبر، و این امکان بالا بردن چشم‌گیر سرعت با جایگزینی تجهیزات، بدون تغییر در خود فیبر را فراهم می‌سازد. با این حال، نوع و طول فیبر استفاده‌شده (مثلاً multimodeیا singlemode) تأثیر به‌سزایی در قابلیت‌های آیندهٔ آن برای اتصالات بالای 1Gbit/sدارد.
FTTCکه در آن فیبر تا یک کافو در خیابان کشیده شده‌است معمولاً به اندازه‌ای از کاربران دور است که اجازه استفاده از اترنت بر روی کابل‌های مسی موجود را نمی‌دهد. در چنین شرایطی معمولاً از DSLبا نرخ بیت بسیار بالا (VDSL) استفاده می‌شود که پهنای باند دانلود تا 80Mbit/sرا فراهم می‌نماید ولی در فاصله‌های بشتر از ۱۰۰ متر این سرعت شدیداً افت می‌کند.

## فیبر به محل مشتری (FTTP)
فیبر به محل مشتری (FTTP)، نوعی ارتباط مبتنی بر فیبر نوری است که در آن یک فیبر نوری از طریق شبکهٔ توزیع نوری از دفتر مرکزی به محل مشتری کشیده می‌شود.
می‌توان با توجه به محل قطع شدن فیبر نوری، انواع مختلف فیبر به محل مشتری را طبقه‌بندی کرد:
- FTTH (فیبر به خانه): نوعی از FTTPاست که در نهایت به یک خانه یا محل‌کار ختم می‌شود. از دفتر مرکزی تا محل زندگی یا کار مشتری فیبر کشیده می‌شود. در محل مشتری، سیگنال می‌تواند به روش‌های مختلف به اشتراک گذاشته شود، مانند کابل اترنت، کابل کواکسیال، ارتباط بی‌سیم یا فیبر نوری.
- FTTB (فیبر به ساختمان یا زیرزمین):}} نوعی از FTTPاست که فقط برای ساختمان‌های چند واحدی استفاده می‌شود. فیبر تا خود محل زندگی یا کار مشتری کشیده نمی‌شود، اما تا ساختمان محل مشتری وجود دارد. ارتباط نهایی از طریق هر روش غیر نوری مانند کابل اترنت، کابل کواکسیال و ارتباط بی‌سیم انجام می‌گیرد.

برای تشخیصFTTHو FTTBاز یکدیگر می‌توان گفت اگر فیبر به پنلی داخل هر واحد آپارتمانی کشیده شود، تکنولوژی مورد استفاده FTTHاست. اما اگر فیبرکشی تنها تا پنل مشترک ساختمان کشیده شود، از FTTBاستفاده شده‌است.

## شبکه‌های توزیع نوری

### فیبرکشی مستقیم
ساده‌ترین ساختار برای یک شبکه توزیع نوری، فیبرکشی مستقیم است. هر فیبر خارج شده از دفتر مرکزی تنها به یک مشتری اختصاص داده می‌شود. این شبکه‌ها پهنای باند عالی‌ای دارند اما به دلیل هزینه‌های فیبر و تجهیزات دفتر مرکزی، گران‌تر هستند.
یکی از نکات مثبت فیبرکشی مستقیم، سازگاری با همهٔ تکنولوژی‌های لایهٔ ۲شبکه است، مانند PON (شبکه نوری پسیو) یا AON (شبکه نوری فعال).

### فیبرکشی مشترک
معمولاً هر فیبر خروجی از دفتر مرکزی بین چند مشتری به اشتراک گذاشته می‌شود. این تقسیم در مکانی تقریباً نزدیک به محل مشتریان صورت می‌گیرد. AONو PONهر دو از این دسته هستند.

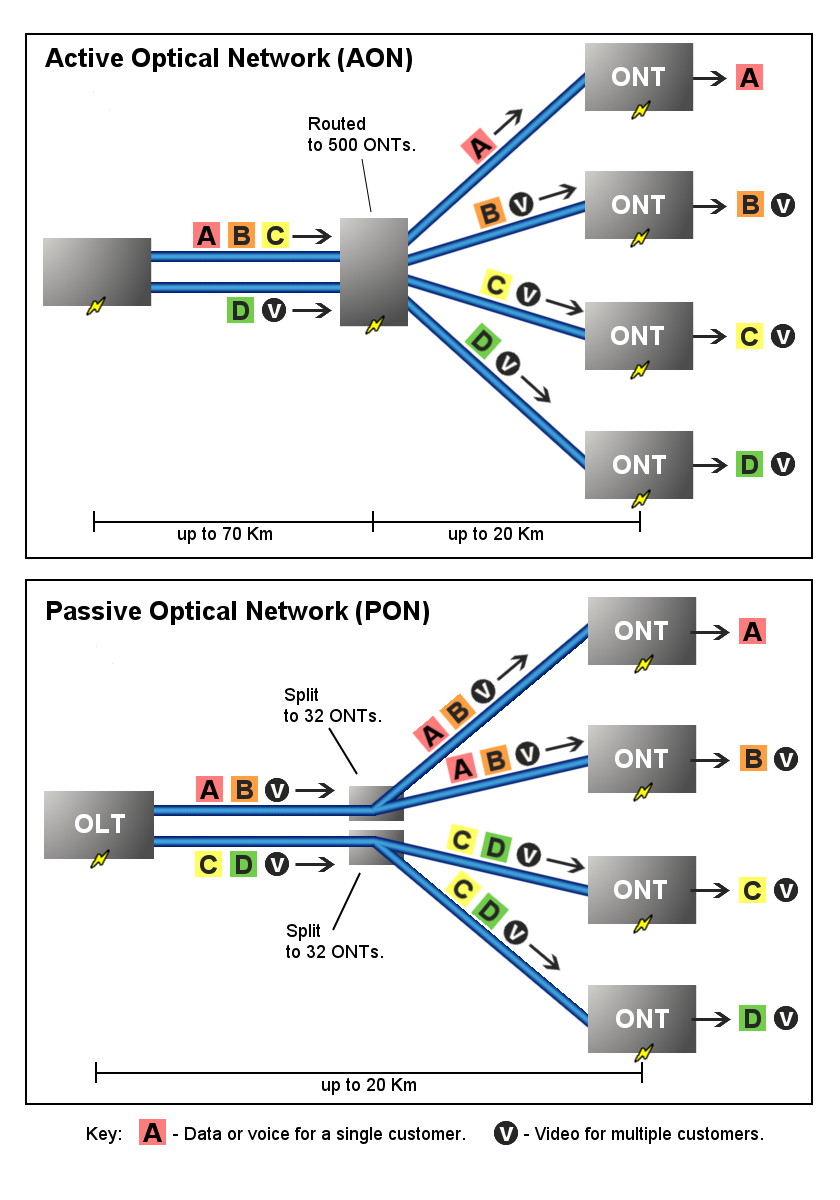

### شبکه نوری فعال
AONها برای توزیع سیگنال از تجهیزات شبکهٔ فعال (برقی)، مانند سوئیچ یا روتر استفاده می‌کنند. معمولاً سیگنال‌ها نیاز به تبدیل نوری-الکتریکی-نوری دارند.
سیگنال‌های ورودی دچار تداخل نمی‌شوند، چون تجهیزات امکان bufferingرا برای ترافیک تأمین می‌کند. اترنت فعال (Active Ethernet) یک AONمعمول است که از سوئیچ‌های نوری اترنت برای توزیع سیگنال استفاده می‌کند و محل مشتری و دفتر مرکزی را در یک سیستم اترنت بزرگ جای می‌دهد.
این شبکه‌ها مشابه شبکه‌های اترنت مورد استفاده در کسب‌وکارها و مکان‌های آموزشی هستند، با این تفاوت که هدف‌شان اتصال خانه‌ها و ساختمان‌ها به دفتر مرکزی است، نه اتصال کامپیوترها و پرینترها در یک مکان. هر کابینت سوئیچ توانایی مدیریت حداکثر ۱۰۰۰مشتری را دارد، اما ۴۰۰–۵۰۰مشتری معمول‌تر است.

### شبکه نوری پسیو
شبکه نوری پسیو (PON)، نوعی ازFTTPبا ارتباط یک‌به‌چند است که در آن از اسپلیترهای نوری بدون نیاز به برق، برای تقسیم یک فیبر نوری بین حداکثر ۱۲۸مشتری استفاده می‌شود. PONنسبت به ساختارهای نقطه‌به‌نقطه، به میزان کمتری از فیبر و تجهیزات مرکزی نیاز دارد.
سیگنال‌های فرستاده‌شده از دفتر مرکزی، با استفاده از فیبر به محل هر مشتری مخابره می‌شود. برای جلوگیری از شنود اطلاعات، رمزگذاری انجام می‌گیرد.

### اترنت نقطه‌به‌نقطه
پروتکل PPPبا استفاده از اترنت (PPPoE) روشی معمول برای سرویس‌دهی سه‌گانه و چهارگانه (صدا، تصویر، دیتا و موبایل) است، که می‌تواند با استفاده از فیبر یا ترکیبی از فیبر و کابل کواکسیال اجرا شود. در PPPoEفعال، کل فاصلهٔ دفتر مرکزی تا محل مشتری فیبرکشی می‌شود، اما شبکه‌های ترکیبی (معمولاً FTTN) از فیبر برای حمل دیتا تا یک مکان بینابینی استفاده می‌کنند تا از سرعت بالا در مایل آخر که از طریق سیم مسی صورت می‌گیرد، اطمینان پیدا کنند.
این روش در سال‌های اخیر بسیار مورد استقبال قرار گرفته‌است و شرکت‌هایی مانند AT&Tو Telusدر آمریکای شمالی، و فست‌وب، تلکام ایتالیا، تلکوم اتریش و دویچه تلکوم در اروپا آن را برگزیده‌اند. گوگل نیز این روش را به عنوان راهی برای ارائه سرویس‌های چندگانه از طریق شبکه‌های دسترسی آزاد در آمریکا بررسی کرده‌است.

### شبکه الکتریکی
با ورود سیگنال نوری به محل مشتری این سیگنال معمولاً می‌بایست به سیگنال الکتریکی تبدیل گردد.
پایانه یا واحد شبکه نوری (ONTیا ONU) وظیفه این تبدیل سیگنال نوری به الکتریکی را به عهده دارد. این کار با استفاده از تکنولوژی فیلم نازک انجام می‌پذیرد. این دستگاه‌ها برای کار نیاز به تأمین برق می‌باشند (فعال هستند). بنابراین برخی از اپراتورها آن‌ها را به باتری‌های پشتیبان وصل می‌کنند تا در هنگام قطعی برق به کار خود ادامه دهند و در مواقع اورژانسی از اتصال به شبکه تلفن مطمئن گردند.
در FTTHو برخی شکل‌های FTTB، معمول است که شبکه اترنت، تلفن و تلویزیون کابلی فعلی موجود در محل مشتری مستقیماً به ONTیا ONUمتصل گردد. چنانچه تمامی این سه سیستم نتوانند به‌طور مستقیم به ONTیا ONUمتصل گردد، می‌توان سیگنال‌های آن‌ها را ترکیب کرده و در بستر یک رسانه مشترک (مانند اترنت) ارسال کرد.
FTTCو FTTNسیگنال ترکیبی اینترنت، تلفن و ویدئو در بستر موجود تلفن یا کابل به محل مشتری ارسال شده و در آنجا یک مودم VDSLیا DOCSISسیگنال‌های دیتا و ویدئو را به پروتکل اترنت تبدیل می‌کند که از طریق کابل cat-5برای کاربر نهایی ارسال می‌گردد.